# Кръстю Киров
Кръстю Киров Киров е български военен деец, полковник, участник в Балканската (1912 – 1913) и Междусъюзническата (1913), като командир на дружина от 37-и пехотен полк, и в Първата световна война (1915 – 1918), като командир на 13-и пехотен полк (1915 – 1917) и 1-ва бригада от 4-та пехотна преславска дивизия.

## Биография
Кръстю Киров е роден на 1 март 1866 г. в Русе. На 8 октомври 1886 постъпва на военна служба. През 1887 година завършва Военно на Негово Княжеско Височество училище в 9-и випуск, на 7 ноември е произведен в чин подпоручик и с назначение в 6-и пехотен търновски полк. На 7 ноември 1890 г. е произведен в чин поручик, през 1893 е назначен за взводен офицер във Военното училище, през 1894 е командирован за обучение в Академията на ГЮ в Торино, Италия, която завършва през 1897 г, като на 2 август 1896 г. е произведен в чин капитан.
През 1900 г. капитан Киров е назначен за командир на рота от 20-и пехотен добруджански полк в Разград. На 31 декември 1906 г. е произведен в чин майор. От 1909 г. е майро Киров служи като командир на дружина от 26-и пехотен пернишки полк, а през 1911 г. е началник на секция в канцеларията на военното министерство. На 22 септември 1912 г. е произведен в чин подполковник.
По време на Балканската (1912 – 1913) и Междусъюзническата война (1913) подполковник Кръстю Киров е командир на дружина от новосъздадения 37-и пехотен полк, който влиза в състава на 2-ра бригада от 1-ва пехотна софийска дивизия, с който взема участието във всички боеве на полка при Люлебургас и Чаталджа. За дейността си във войните е награден с 2 ордена. През Първата световна война (1915 – 1918) е командир на 13-и пехотен рилски полк (10 септември 1915 – 7 септември 1917), който влиза в състава на 7-а пехотна рилска дивизия, преминава границата при Босилеград и участва в сраженията при Враня, Лесковац, Лебане, Гниляне и Гевгели. На 3 октомври 1916 взема участие в боевете при Сярското поле, където полкът му губи една трета от състава си. През 1916 е произведен в чин полковник, а от 7 септември 1917 поема командването на 1-ва бригада от 4-та пехотна преславска дивизия, с която участва в Добруджа, а по-късно и на Южния фронт (Македония). Бил е началник на отделение в Главната реквизиционна комисия.
Запасният полковник от пехотата Кръстю Киров умира от сърдечен удар на 4 декември 1923 г.

## Военни звания
- Подпоручик (7 ноември 1887)[5]
- Поручик (7 ноември 1890)
- Капитан (2 август 1896)
- Майор (31 декември 1906)
- Подполковник (22 септември 1912)
- Полковник (1916)

## Награди
- Военен орден „За храброст“ IV степен 2 клас[6]
- Военен орден „За храброст“ III степен 2 клас
- Народен орден „За военна заслуга“ V степен на обикновена лента
- Орден „За заслуга“ на обикновена лента
- Орден „Железен кръст“, Германска империя